# Modrý úplněk

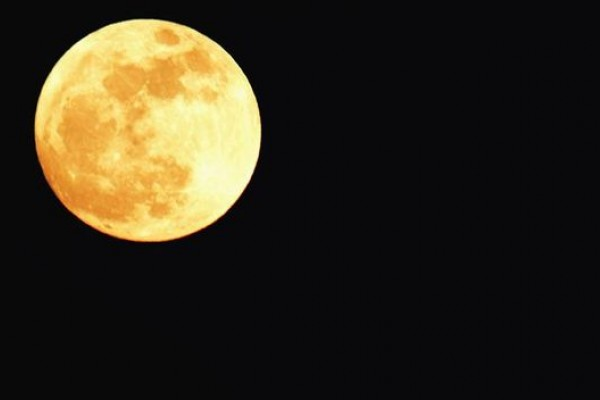
Modrý úplněk dle nové definice, pozorovaný 31. srpna 2012 z Ekvádoru

Modrý úplněk (také modrý Měsíc) je označení pro další úplněk, který spadá do určitého časového období. Podle původní definice jde o třetí úplněk v ročním období, v němž se vyskytly čtyři úplňky, podle novější varianty jde o druhý úplněk v jediném kalendářním měsíci.
Oba jevy jsou poměrně vzácné, za 21. století nastanou každý asi jen 40krát. V angličtině se tak používá úsloví „once in a blue moon“, která má stejný význam jako české „jednou za uherský rok“.
Označení nemá nic společného s barvou Měsíce, ač za určitých atmosférických podmínek, např. když sopečné erupce či velké požáry zanechají prachové částice v zemské atmosféře, je opravdu možné pozorovat Měsíc zabarvený do modra.